# Казалеђо Боиро
Казалеђо Боиро (итал. Casaleggio Boiro) је насеље у Италији у округу Алесандрија, региону Пијемонт.
Према процени из 2011. у насељу је живело 143 становника. Насеље се налази на надморској висини од 319 м.

## Становништво
| 1936. | 1951. | 1961. | 1971. | 1981. | 1991. | 2001. | 2011. |
| ----- | ----- | ----- | ----- | ----- | ----- | ----- | ----- |
| 508   | 417   | 312   | 269   | 267   | 339   | 377   | 401   |